# Baba Rahman
Abdul Rahman Baba, né le 2 juillet 1994 à Tamale au Ghana, est un footballeur international ghanéen. Il évolue actuellement au poste d'arrière gauche au PAOK Salonique.

## Biographie

### En club

#### Chelsea (depuis 2015)
Le 16 août 2015, il signe un contrat de cinq ans avec Chelsea FC. Il devait initialement porter le n°17 mais en raison de l'arrivée de Pedro, il a choisi le n°6 pour laisser le 17 à l'Espagnol.

#### Stade de Reims (prêt 2019)
Le 29 janvier 2019, en manque de jeu à Schalke 04, il est prêté par Chelsea au Stade de Reims jusqu’à la fin de la saison.
Le 24 mai 2019, il marque un but donc un angle fermé entre les jambes de Buffon face au Paris SG, le Stade de Reims s'impose 3-1.
Le 27 août 2021, il est prêté à Reading.

### En sélection
Baba Rahman est convoqué pour la première fois en sélection par le sélectionneur national James Kwesi Appiah le 10 septembre 2014 lors d'un match des éliminatoires de la CAN 2015 contre le Togo (victoire 3-2).
Il dispute une coupe d'Afrique en 2015. 
Le 14 novembre 2022, il est sélectionné par Otto Addo pour participer à la Coupe du monde 2022.

## Statistiques
| Saison                | Club                  | Championnat           | Championnat | Championnat | Coupe nationale | Coupe nationale | Coupe de la Ligue | Coupe de la Ligue | Compétition(s) continentale(s) | Compétition(s) continentale(s) | Compétition(s) continentale(s) | Barrages Bundesliga | Barrages Bundesliga | Total | Total |
| Saison                | Club                  | Division              | M.          | B.          | M.              | B.              | M.                | B.                | Comp.                          | M.                             | B.                             | M.                  | B.                  | M.    | B.    |
| 2012-2013             | Greuther Fürth        | Bundesliga            | 20          | 0           | 1               | 0               | -                 | -                 | -                              | -                              | -                              | -                   | -                   | 21    | 0     |
| 2013-2014             | Greuther Fürth        | 2. Bundesliga         | 22          | 0           | 1               | 0               | -                 | -                 | -                              | -                              | -                              | 2                   | 0                   | 25    | 0     |
| 2014-2015             | Greuther Fürth        | 2. Bundesliga         | 2           | 2           | -               | -               | -                 | -                 | -                              | -                              | -                              | -                   | -                   | 2     | 2     |
| Sous-total            | Sous-total            | Sous-total            | 44          | 2           | 2               | 0               | -                 | -                 | -                              | -                              | -                              | 2                   | 0                   | 48    | 2     |
| 2014-2015             | FC Augsbourg          | Bundesliga            | 31          | 0           | -               | -               | -                 | -                 | -                              | -                              | -                              | -                   | -                   | 31    | 0     |
| 2015-2016             | FC Augsbourg          | Bundesliga            | -           | -           | 1               | 0               | -                 | -                 | -                              | -                              | -                              | -                   | -                   | 1     | 0     |
| Sous-total            | Sous-total            | Sous-total            | 31          | 0           | 1               | 0               | -                 | -                 | -                              | -                              | -                              | -                   | -                   | 32    | 0     |
| 2015-2016             | Chelsea FC            | Premier League        | 15          | 0           | 2               | 0               | 2                 | 0                 | C1                             | 4                              | 0                              | -                   | -                   | 23    | 0     |
| Sous-total            | Sous-total            | Sous-total            | 15          | 0           | 2               | 0               | 2                 | 0                 | -                              | 4                              | 0                              | -                   | -                   | 23    | 0     |
| 2016-2017             | Schalke 04 (prêt)     | Bundesliga            | 13          | 0           | 2               | 0               | -                 | -                 | C3                             | 6                              | 1                              | -                   | -                   | 21    | 1     |
| 2017-2018             | Schalke 04 (prêt)     | Bundesliga            | 1           | 0           | -               | -               | -                 | -                 | -                              | -                              | -                              | -                   | -                   | 1     | 0     |
| 2018-2019             | Schalke 04 (prêt)     | Bundesliga            | 2           | 0           | 1               | 0               | -                 | -                 | C1                             | 1                              | 0                              | -                   | -                   | 4     | 0     |
| Sous-total            | Sous-total            | Sous-total            | 16          | 0           | 3               | 0               | -                 | -                 | -                              | 7                              | 1                              | -                   | -                   | 26    | 1     |
| 2018-2019             | Stade de Reims (prêt) | Ligue1                | 11          | 1           | -               | -               | -                 | -                 | -                              | -                              | -                              | -                   | -                   | 11    | 1     |
| Sous-total            | Sous-total            | Sous-total            | 3           | 0           | -               | -               | -                 | -                 | -                              | -                              | -                              | -                   | -                   | 3     | 0     |
| Total sur la carrière | Total sur la carrière | Total sur la carrière | 109         | 2           | 8               | 0               | 2                 | 0                 | -                              | 11                             | 1                              | 2                   | 0                   | 132   | 3     |

## Palmarès

### En sélection
Il est finaliste de l'édition 2015 de la Coupe d'Afrique des nations.